# Sallèles-Cabardès
Sallèles-Cabardès è un comune francese di 115 abitanti situato nel dipartimento dell'Aude nella regione dell'Occitania.

## Società

### Evoluzione demografica
Abitanti censiti